# Anne de Danemark (1532-1585)
Titre
Électrice de Saxe
9 juillet 1553 – 1er octobre 1585
(32 ans, 2 mois et 22 jours)
Anne du Danemark (en danois : Anna af Danmark), née à Haderslev (duché de Schleswig) le 22 novembre 1532 et morte à Dresde (électorat de Saxe) le 1er octobre 1585, était une princesse dano-norvégienne devenue électrice de Saxe à la suite de son mariage en 1548.

## Biographie
Fille aînée du roi de Danemark et Norvège Christian III et de Dorothée de Saxe-Lauenbourg, elle épouse l'électeur Auguste Ier de Saxe en 1548. Quinze enfants sont nés de cette union :
- Jean (1550-1550) ;
- Éléonore (1551-1553) ;
- Élisabeth (1552-1590), épouse en 1570 Jean Casimir du Palatinat ;
- Alexandre (1554-1565) ;
- Magnus (1555-1558) ;
- Joachim (1557-1557) ;
- Hector (1558-1560) ;
- Christian Ier (1560-1591), électeur de Saxe ;
- Marie (1562-1566) ;
- Dorothée (1563-1587), épouse en 1585 le duc Henri-Jules de Brunswick-Wolfenbüttel ;
- Amélie (1565-1565) ;
- Anne (1567-1613), épouse en 1586 le duc Jean-Casimir de Saxe-Cobourg ;
- Auguste (1569-1570) ;
- Adolphe (1571-1572) ;
- Frédéric (1575-1577).

Elle meurt de la peste en 1585.